# Torcy, Pas-de-Calais
Torcy là một xã ở tỉnh Pas-de-Calais của Pháp.

## Địa lý
Torcy có cự ly 11 dặm Anh (17 km) về phía đông Montreuil trên đường D130 and trong thung lũng sông Créquoise.

## Dân số
| 1962                                                         | 1968 | 1975 | 1982 | 1990 | 1999 | 2006 |
| ------------------------------------------------------------ | ---- | ---- | ---- | ---- | ---- | ---- |
| 179                                                          | 166  | 164  | 144  | 166  | 142  | 170  |
| Số liệu điều tra dân số từ năm 1962: Dân số không tính trùng |      |      |      |      |      |      |

## Địa điểm nổi bật
- Nhà thờ St.Eloi, thế kỷ 16